# Стадион имени Владимира Бойко
Стадион имени Владимира Бойко (укр. Стадіон імені Володимира Бойко) — многофункциональный стадион в Мариуполе. Вместимость 12 680 мест, из них крытых — 8605. Является домашним стадионом для футбольного клуба «Мариуполь». До 2018 года назывался «Ильичёвец».

## История
Стадион был построен в 1956 году и первоначально назывался «Новатор». В советский период и в 90-е годы XX-го века принимал матчи невысокого уровня. В 2001 году был реконструирован за средства Мариупольского металлургического комбината им. Ильича.

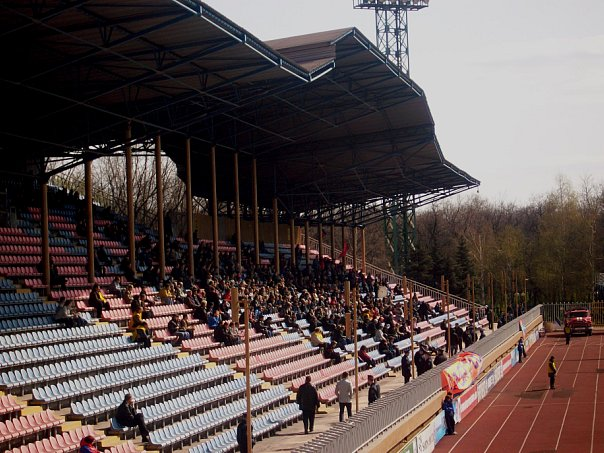
Трибуна стадиона

После реконструкции стадион имеет четыре трибуны: Западная и Восточная — крытые, общей вместимостью 8 605 зрителей; Северная и Южная без навесов, общая вместимость — 4 075 зрителей. Вокруг поля — беговые дорожки. Само поле оборудовано подогревом и считается одним из лучших футбольных полей на Украине.
В 2004 году на стадионе впервые состоялись матчи международного уровня — «Ильичёвец» в рамках Кубка УЕФА принимал армянский «Бананц» и австрийскую «Аустрию».
Летом 2009 года на стадионе проходили матчи Чемпионата Европы-2009 U-19. Было сыграно три матча группового этапа (Турция — Испания, Сербия — Испания, Испания — Франция) и полуфинал Украина — Сербия.
В феврале 2018 года стадион был переименован и назван в честь почётного президента клуба Владимира Бойко.